# Magi på Waverly Place
 Denne artikel bør gennemlæses af en person med fagkendskab for at sikre den faglige korrekthed.

Magi på Waverly Place (originaltitel: Wizards of Waverly Place) er en Emmy-vindende, Disney Channel-serie, der havde premiere den 12. oktober 2007 på Disney Channel. Den vandt en Emmy i 2010 for unikt børneprogram. Serien blev skabt af Todd J. Greenwald, hvor Selena Gomez, David Henrie og Jake T. Austin spiller tre søskende med magiske evner.

## Handling
Magi på Waverly Place handler om Russo-familien, der omfatter Alex (Selena Gomez), hendes lillebror Max (Jake T. Austin) og deres ældre bror Justin (David Henrie). De er troldmænd under uddannelse, og bor sammen med deres italiensk-amerikanske far Jerry (David DeLuise), en tidligere troldmand, og deres mexicansk-amerikanske mor, Theresa (Maria Canals Barrera), der er en dødelig.
Alex' bedste ven Harper (Jennifer Stone) opdager Russo-familiens magiske kræfter i sæson to. De tre søskende skal holde på deres hemmelighed, mens de bor i de dødeliges verden. Når de alle er 18 år, skal de tre søskende konkurrere om, hvem der skal være familiens magiker af deres generation. Vinderen beholder sin magi for evigt. Taberne bliver dødelige.

## Film
|  | Dette afsnits indhold bærer præg af maskinoversættelse og/eller tvivlsomt indhold Dette afsnits indhold bærer præg af at være en maskinoversættelse og/eller meget dårligt og uklart formuleret (også kaldet "dåsedansk"). Det vurderes at sproget er så dårligt og eventuelt forkert eller til at misforstå, at det bør omskrives eller oversættes på ny. Du kan hjælpe med at oversætte til korrekt dansk i denne og lignende artikler. Hvis dette ikke sker inden for kort tid, kan en sletning komme på tale. Se evt. denne sides diskussionsside eller i artikelhistorikken. |

### Magi På Waverly Place: Filmen
Originaltitel : Wizards of Waverly Place: The Movie
Disney Channel Original Movie (DCOM), baseret på serien, havde premiere den 28. august 2009 på Disney Channel. Wizards of Waverly Place: The Movie blev filmet i Puerto Rico på Caribe Hilton hotel, i Los Angeles og i New York fra 16. februar - 27. marts 2009. Filmen havde 11,4 mio. seere på premieredagen, hvilket gør den til den næstmest sete DCOM premiere i USA efter High School Musical 2. Den vandt en Primetime Emmy Award i 2010 for "Unikt Børneprogram"

### Finale afsnit
Fredag den 6 januar, 2012, blev Wizards of Waverly Places sidste afsnit ( "Hvem vil blive familiens magiker?") vist på tv. Afsnittet havde næsten 10 millioner seere ved første visning. Selvom det ikke var seriens mest sete særudgave, var det den mest sete finale for en Disney Channel Original Series. Finalen bliver overhalet på seerantal af filmen Wizards of Waverly Place: The Movie og serien Cast Away.
Serien ender med afgørelsen af, hvem der bliver familiens magiker.
Alex bliver familiens magiker, og da Justin bliver erklæret ny rektor WizTech får også han lov at beholde sine magiske kræfter. Max overtager driften af sandwichbutikken og lever som dødelig.

### The Wizards Return: Alex vs. Alex
Main article: The Wizards Return: Alex vs. Alex
I september 2012, meddelte Disney Channel, at Wizards of Waverly Place ville vende tilbage i en timelang særudsendelse. Produktionen begyndte den 22. oktober 2012, og sluttede den 10. november 2012, med planlagt premiere på Disney Channel i begyndelsen af 2013. Særudsendelsen har Selena Gomez som executive -producer sammen med tv-seriens executive producere Vince Cheung og Ben Montanio (som også er medforfatter på særudsendelen med Dan Berendsen).
The Wizards Return: Alex vs. Alex er centreret om Russos ' Mason, og Harpers besøg i Italien for at finde forsvundne slægtninge fra Jerrys side af familien. I et forsøg på at bevise over for sin familie, at hun ikke er blot en sorgløs troldmand, kaster Alex uforvarende en trylleformular, der skaber to versioner af hende med forskellige personligheder: en ond version af Alex , der ender med at blive involveret i en anden troldmands ( Dominic ) plan for verdensherredømme, og en god udgave af Alex, der ved at opdage guiden plan, forsøger at finde en måde at redde sin familie og menneskeheden. Dette fører til en bogstavelig kamp mellem godt og ondt på toppen det skæve tårn i Pisa.
Filmen havde premiere den 15. marts 2013 og havde 5.9 million seere.

## Personer
- Alexandra Margarita "Alex" Russo (eller Mija som Theresa kalder hende) er en magiker, som er hoved-protagonist i Magi på Waverly Place. Hun er midter-barnet og eneste pige ud af tre Russo-børn: lillesøster til Justin, storesøster til Max, og eneste datter af Theresa og Jerry. Hun bliver spillet af Selena Gomez. Hun er den eneste, som har optrædet i hver enkelt episode. Overbevist i sin magi, og udisciplineret i brug af sine kræfter, slås hun konstant med sine brødre for at beholde sine evner. Ofte, bliver hendes magi brugt på en måde så hun bliver nødt til at få hjælp fra sine brødre, en tjeneste som, til tider, skal gengældes, til hendes store foragt. Hendes bedste ven er dødelige Harper Finkle. Hun blev født på bagsædet af Vogn #804 (taxa). I showets afslutning, selvom Justin vinder Magiker Konkurrencen lader han Alex blive Russo Familiens Magiker eftersom hun gik tilbage og fik hans fod fri lige som de var meget tæt på målstregen.
- Justin Vincenzo Pepe Russo – Er det ældste barn af Jerry og Theresa Russo. Han har en søster, der hedder Alex Russo og en bror, der hedder Max Russo. Han er bedste ven med Zeke. Han er nogle gange sammen med sin onkel Kelbo. Han er meget fokuseret på sine studier, han er valgt som Junior-Monsterjæger. Han er altid set som den der vil vinde Magikerkonkurrencen. Han ligner meget sin far, og det er måske muligt at han vinder men gifter sig med en dødelig og må give sine kræfter til Max og gøre Alex sur, præcis som Jerry, Kelbo og Megan. Han spilles af David Henrie.
- Maximilion Ernesto Alanzo "Max" Russo – Er det yngste barn af Jerry og Theresa Russo. Han har en bror, der hedder Justin Russo og en søster, det hedder Alex Russo.
- Jerome Pepe Jerry Russo – Faderen og læreren til Alex, Justin, og Max. Han var den, der vandt troldmandskonkurrence, men da en troldmand ikke kan gifte sig med en dødelig, måtte han opgive sine kræfter til sin bror Kelbo for at gifte sig med Theresa, men da han ikke gav den til sin søster Megan, forårsagede det en konflikt mellem de tre søskende.
- Theresa Russo (født Larkin) – Moderen til Alex, Justin og Max. Er dødelig. Hun hader magi og lever sammen med troldmænd, men vælger alligevel ikke en skilsmisse med Jerry.
- Harper Finkle – Alex' bedste ven. Hun lærer om magi i episoden Harper ved det. Hun er meget bange for Alex' brug af magi. Når hun er under pres, eller Alex har gjort noget, og hun ved det, svarer hun med en undskyldning, som See you in PE!. Hun er meget forelsket i Justin, men det aftager, da han begynder at date Juliet. I Troldmænd mod Vampyrer mod Zombier, er hun lun på Zeke, Justin bedste ven. Hun går også med underligt tøj, som hun selv designer og fabrikerer, hun er unik. Det tøj hun går med har normalt mad involveret. I sæson 3 flytter hun ind hos Russo-familien.
- Carl Russo – Faderen til Megan, Jerry og Kelbo Russo, og derved farfar til Alex, Justin og Max Russo.
- Rose Russo – Moderen til Megan, Jerry og Kelbo Russo, og derved farmor til Alex, Justin og Max. Hun er en stor troldkvinde, eftersom hun vandt Magikerkonkurrencen.
- Kelbo Russo – Er broderen til Jerry Russo. Han er ikke en god troldmand, hvilket bl.a. ses, da han ikke kan rede troldmandshulen fra oversvømmelse, alligevel fik han fuld troldmandskraft.
- Megan Russo – Er søster til Jerry og Kelbo Russo. Hun er sur på sine brødre, fordi Jerry gav krafterne til Kelbo og ikke hende.
- Mason Grayback – Er varulv og Alex' kæreste. Han var tidligere kæreste med Julie Van Hueson, hvilket blev afsløret i Alex Charms a Boy.
- Julie Van Hueson – Er vampyr og Justins kæreste. Hun var tidligere kæreste med Mason Grayback. Hver gang hun kører til bal i hestevogn er hun endt med at gå hjem, ...og så er det farvel krikke.

### Danske stemmer
- Emma Sehested Høeg – Alex Russo
- William Sehested Høeg – Justin Russo
- Oliver Berg - Max Russo (Sæson 1 - Sæson 2)
- Bjarke Seitzberg Sørensen - Max Russo (Season 3 - Sæson 4)
- Amanda Wendel Nielsen - Maxine Russo
- Kasper Leisner - Jerry Russon
- Trine Appel - Theresa Russo (née Larkin)
- Tillie Bech - Harper Finkle
- Allan Hyde - Zeke Beakerman (Sæson 1 - Sæson 2)
- Andreas Jessen - Zeke Beakerman (Sæson 3 - Sæsom 4) Dean Moriarty
- Tara Toya - Julie Van Huston (Sæson 2 - Sæson 3)
- Maja Iven Ulstrup - Julie Van Huston (Sæson 4), Rosie
- Emil Birk Hartmann - Mason Greyback
- Tobias Staugaard - diverse roller
- Mads Knarreborg - diverse roller
- Torbjørn Hummel - diverse roller
- Christian Damsgaard - diverse roller
- Sara Poulsen - diverse roller, London Tipton (Magi på Waverly Place / Det Søde Liv Til Søs / Hannah Montana - Crossover)
- Sophie Larsen - diverse roller, Bailey Pickett (Magi på Waverly Place / Det Søde Liv Til Søs / Hannah Montana - Crossover)
- Karoline Munksnæs - diverse roller
- Morten Staugaard - diverse roller
- Peter Zhelder - diverse roller
- Niclas Mortensen - diverse roller
- Bjarne Antonisen - diverse roller
- Sasia Mølgaard - diverse roller
- Mathias Klenske - diverse roller
- Ole Gorter Boisen - diverse roller
- Julie Agnete Vang - diverse roller
- Jamie Morton - diverse roller, Cody Martin (Magi på Waverly Place / Det Søde Liv Til Søs / Hannah Montana - Crossover)
- Oliver Ryborg - diverse roller
- Thomas Voss - diverse roller
- Caspar Phillipson - diverse roller
- Trine Glud - diverse roller
- Pauline Rehne - diverse roller
- Pia Rosenbaum - diverse roller
- Zacharias Grassmé - Samvittigheden
- Jarl Thiesgaard - Zack Martin (Magi på Waverly Place / Det Søde Liv Til Søs / Hannah Montana - Crossover)
- Thomas Mørk - Mr. Moseby (Magi på Waverly Place / Det Søde Liv Til Søs / Hannah Montana - Crossover)

## Produktion
Serien blev skabt af og er produceret af Todd J. Greenwald, der begyndte at udvikle serien efter at have arbejdet som manuskriptforfatter og assisterende producer på den første sæson af Hannah Montana. Serien er produceret af It's a Laugh Productions og Disney Channel Original Productions.
Temasangen er skrevet af John Adair og Steve Hampton i techno-pop-stil og fremføres af Selena Gomez som "Everything Is Not What It Seems". Serien er filmet i Hollywood Center Studios i Hollywood, Californien.

## Episoder
| Sæson | Sæson   | Afsnit  | Oprindelig sendt   | Oprindelig sendt |
| Sæson | Sæson   | Afsnit  | Start              | Slut             |
| ----- | ------- | ------- | ------------------ | ---------------- |
|       | 1       | 21      | 12. oktober 2007   | 31. august 2008  |
|       | 2       | 30      | 12. september 2008 | 21. august 2009  |
|       | Film    | Film    | 28. august, 2009   | 28. august, 2009 |
|       | 3       | 28      | 9. oktober 2009    | 15. oktober 2010 |
|       | 4       | 27      | 12. november 2010  | 6. januar 2012   |
|       | Special | Special | 15. marts 2013     | 15. marts 2013   |

### Crossover withThe Suite Life on DeckandHannah Montana
Episoden "Cast-Away (til en anden Show)" er den første del af en tre-vejs crossover, der fortsætter på The Suite Life on Deck og konkluderer på Hannah Montana. Justin tager Alex og Max på et krydstogt til Hawaii om bord på SS Tipton, når han vinder billetter. Han foregiver at være en læge til at imponere London Tipton mens Alex bruger magi til at bringe Harper på skibet. Under cruise, Alex trækker en prank på Justin, der forvandler ham blåt, mens Hannah Montana boards skibets at deltage i en koncert i Hawaii, hvilket Cody at forsøge at få billetter til sig selv og Bailey.